# Ralf Rehberger
Ralf Rehberger (* 20. Oktober 1967 in Speyer) ist ein deutscher Basketballtrainer.

## Karriere
Rehberger begann seine Trainerlaufbahn in der Jugendabteilung des TSV Speyer, 1993 wurde er Assistenztrainer von Rainer Chromik bei Speyers Herrenmannschaft. 1994 wechselte er gemeinsam mit Chromik zum TV Lich, wo er ebenfalls als Assistenztrainer tätig war. Seine erste Trainerstation als Headcoach trat er 1996 beim VfB Gießen (Regionalliga) an. Zwei Jahre später wechselte er, ebenfalls als Cheftrainer, zu Eintracht Frankfurt. 1999 stieg er mit der Eintracht in die 2. Basketball-Bundesliga auf und erreichte dort in der Saison 1999/2000 mit der Mannschaft die Aufstiegsrunde zur Bundesliga. Im Jahr 2000 verpflichtete ihn Avitos Gießen als Assistenztrainer, gleichzeitig war er Cheftrainer beim Kooperationspartner der Gießener, Avitos Lich.
Im Januar 2003 wechselte er als Co-Trainer zum Damenbasketball-Bundesligisten BC Marburg. Mit diesem feierte er unter Cheftrainer Uwe Scheidemann mit den Gewinnen von Meisterschaft und Pokal seine ersten großen Erfolge. 2003 wechselte Rehberger als Headcoach zu den Eurotech Baskets Feldkirch nach Österreich. Von 2004 bis 2010 war er als Co-Trainer der Artland Dragons in Quakenbrück angestellt. Dort wurde er 2007 Vizemeister und Vizepokalsieger und 2008 BBL-Pokalsieger. Von 2010 bis 2012 war er dort Headcoach der JBBL-Mannschaft sowie ab Dezember 2011 Cheftrainer des TSV Quakenbrück in der 2. Damen-Bundesliga. Ab dem 19. Dezember 2013 war er Assistenztrainer beim deutschen Erstligisten s.Oliver Baskets aus Würzburg. 2014/2015 war Rehberger Headcoach der BG Karlsruhe (2. Bundesliga Pro B) und Co-Trainer der deutschen A-Nationalmannschaft. Von Juli 2015 an war er Headcoach der MTV Herzöge Wolfenbüttel in der 2. Bundesliga Pro B. Anfang Dezember 2016 kam es nach fünf Niederlagen in Folge und einem Absturz auf den vorletzten Platz der Tabelle der ProB Nord zur Trennung. Im offiziellen Pressetext des Wolfenbütteler Vereins wurden „persönliche Gründe“ als Trennungsgrund aufgeführt. Einen Tag später wurde Rehberger bei Wolfenbüttels Ligakonkurrent Rostock Seawolves als neuer Trainer vermeldet.
Im Spieljahr 2017/18 führte Rehberger die Rostocker zur Vizemeisterschaft in der 2. Bundesliga ProB und damit zum Aufstieg in die 2. Bundesliga ProA. Kurz nach dem Saisonende im Mai 2018 gab Rostock die Trennung von Rehberger bekannt. In der Sommerpause 2018 gab Regionalliga-Aufsteiger Baskets Wolmirstedt Rehbergers Verpflichtung als Cheftrainer bekannt. Er arbeitete ein Jahr lang in Wolmirstedt und wurde mit der Mannschaft Dritter der 1. Regionalliga Nord.
Im Sommer 2020 wurde Rehberger Jugendtrainer beim SC Rasta Vechta.

## Stationen als Trainer
- 1993–1994: TSV Speyer, Assistant Coach
- 1994–1996: TV 1860 Lich, Assistant Coach
- 1996–1998: VfB 1900 Gießen, Headcoach
- 1998–2000: Eintracht Frankfurt, Headcoach
- 2000–2001: Avitos Gießen, Assistant Coach Gießen 46ers
- 2000–2002: Avitos Lich, Headcoach
- 2002–2003: BC Marburg, Assistant Coach
- 2003–2004: Eurotech Baskets Feldkirch, Headcoach
- 2004–2010: Artland Dragons, Assistant Coach
- 2010–2012: Artland Dragons, Young Dragons JBBL, Headcoach
- Dezember 2011–2013: TSV Quakenbrück 2. Damen-Basketball-Bundesliga, Headcoach
- 2013–2014: S.Oliver Baskets, Assistant Coach
- 2014–2015: BG Karlsruhe, Headcoach
- 2014–2015: Deutsche Basketballnationalmannschaft, Co-Trainer
- 2015–Dezember 2016: Herzöge Wolfenbüttel, Headcoach
- Dezember 2016–2018: Rostock Seawolves, Cheftrainer
- 2018–2019: Baskets Wolmirstedt, Cheftrainer
- seit 2020: SC Rasta Vechta, Jugendtrainer

## Größte Erfolge
- 2000–2001: Platz 4 mit Avitos Gießen
- 2002–2003: Meister und Pokalsieger mit BC Marburg (DBBL)
- 2004: Meister mit Eurotech Baskets Feldkirch
- 2007: Vizemeister und Vizepokalsieger mit den Artland Dragons, BBL
- 2008: BBL-Pokalsieger mit den Artland Dragons
- 2014: BEKO-Supercup-Sieger mit der deutschen Nationalmannschaft
- 2018 ProB-Vizemeister und Aufstieg in die Pro A mit den Rostock Seawolves
- 2023 Landesmeister SC Rasta Vechta U12